# ضرب تشارلز سومنر
حادثة ضرب تشارلز سومنر، أو قضية بروكس وسومنر، هي حادثة وقعت داخل مجلس الشيوخ الأمريكي في 22 مايو 1856، عندما استخدم النائب برستون بروكس، وهو ديمقراطي مؤيد للرق من كارولينا الجنوبية، عصا المشي خاصته لضرب السناتور تشارلز سومنر، وهو جمهوري معادي للعبودية من ماساتشوستس، ردا على خطاب ألقاه سومنر قبل يومين انتقد فيه بشدة ملاك الرقيق، بمن فيهم أحد أقرباء من بروكس. كاد الضرب أن يودي بحياة سومنر ولقي ردودا شديدة من الجانبين داخل الرأي العام الأمريكي حول موضوع توسع العبودية في الولايات المتحدة. وقد اعتبرت الحادثة رمزا لـ «انهيار الخطاب المنطقي»  والذي أدى في النهاية إلى قيام الحرب الأهلية الأمريكية.

## الخلفية
في عام 1856، خلال أزمة «نزيف كانساس»، ندد سومنر بقانون كانساس نبراسكا في خطاب «الجريمة ضد كانساس»، الذي ألقاه في يومي 19 مايو و 20 مايو. دعا الخطاب الطويل إلى الاعتراف الفوري بكنساس كولاية حرة واستمر في التنديد بـ «قوة الرقيق» – الذراع السياسي لملاك الرقيق:
ثم هاجم سومنر صائغي القانون، السناتور ستيفن أ. دوغلاس من إلينوي وأندرو باتلر من كارولينا الجنوبية، قائلا،
كان سومنر يلمح إلى أن بتلر كان دون كيشوت وأن العبودية كانت حبيبته دولسينيا. كما سخر سومنر من قدرة بتلر على الكلام، والتي تأثرت بسبب جلطة دماغية حديثة.
وفقًا للمؤرخ مانيشا سينها (2003)، فقد تعرض سمنر للسخرية والإهانة من قِبل كل من دوغلاس وبتلر لمعارضته قانون الرقيق الهارب وقانون كانساس نبراسكا، من هذه توجيه التلميحات الجنسية عن النساء السوداوات، مثل العديد من ملاك الرقيق الذين اتهموا معارضي العبودية بتشجيع الزواج بين الأعراق. كما كانت هذه الاتهامات الجنسية جزءا من مشاحنات معارضي العبودية، حيث أنهم اتهموا ملاك العبيد بأنهم يريدون الإبقاء على العبودية حتى يتمكنوا من إجبار أماتهم على ممارسة الجنس معهم.
أثار هذا غضب النائب برستون بروكس، الذي كان ابن عم بتلر. وقال في وقت لاحق إنه يعتزم تحدي سومنر في مبارزة، وتشاور مع زميله نائب ولاية كارولينا الجنوبية لورانس كيت بشأن آداب المبارزة. أخبره كيت أن المبارزة كانت مخصصة للسادة ذوي المكانة الاجتماعية المتساوية، أما مرتبة سومنر فلا تعلو عن مرتبة سكير، بسبب اللغة الخشنة التي استخدمها خلال خطابه. قال بروكس إنه نظرًا لأن سومنر لم يكن رجلًا نبيلًا، فإنه لا يستحق المعاملة الكريمة؛ ورأى كيت وبروكس أنه من الأنسب إذلال سومنر بضربه بعصا في مكان عام.

## يوم الحادثة

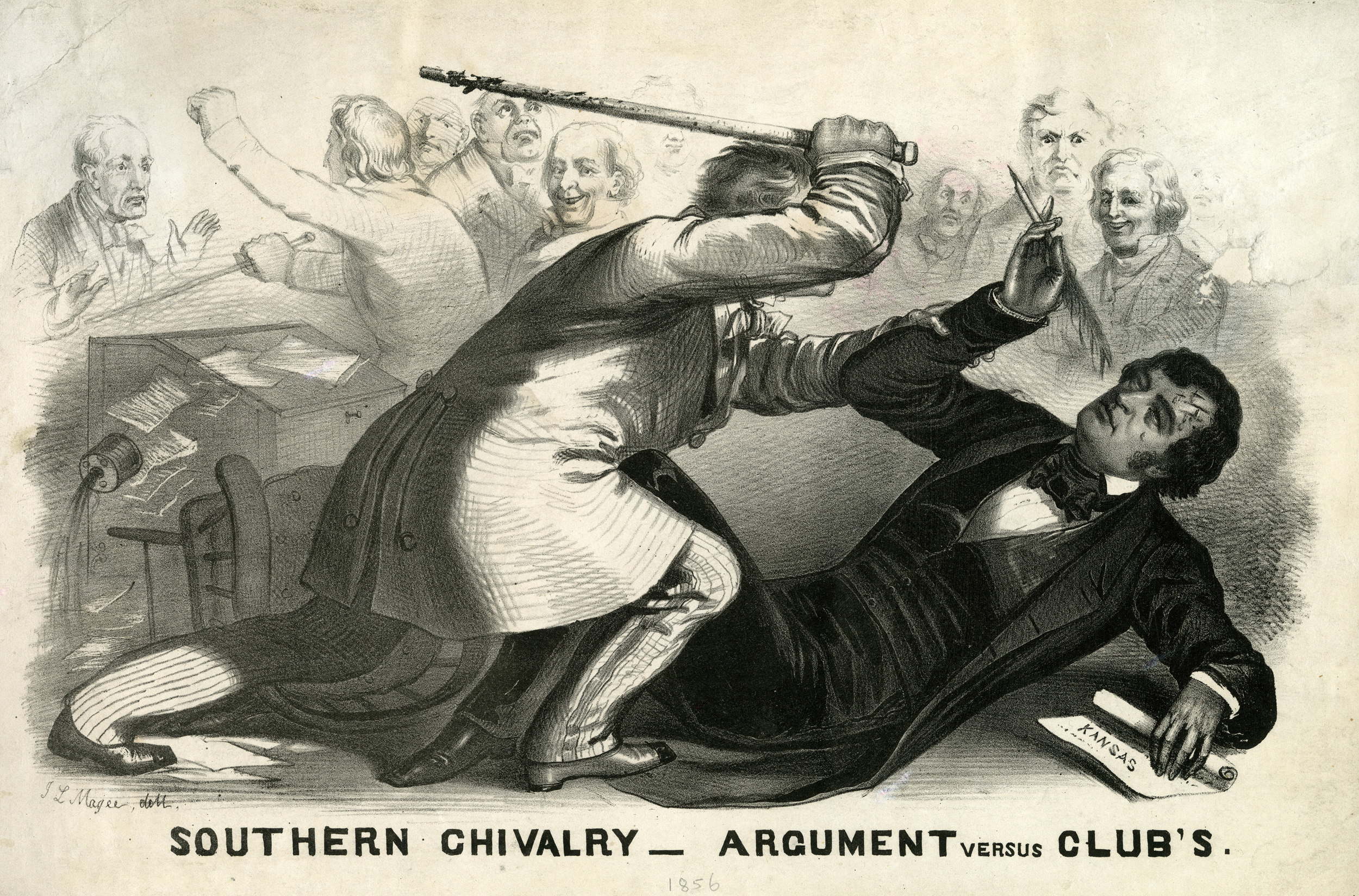
نقش حجري يصور هجوم برستون بروكس على سمنر؛ يصور الفنان المهاجم مجهول الهوية وهو يضرب سومنر

بعد يومين، في عصر يوم 22 مايو، دخل بروكس إلى مجلس الشيوخ مع كيت ومعه حليف آخر، وهو عضو السناتور هنري إدموندسون. انتظروا حتى يخلو الرواق، حيث تأكدوا من عدم وجود أي سيدة لتشهد الأمر. ثم واجه سومنر وهو جالس على مكتبه في قاعة المجلس شبه الفارغة، ووصف الخطاب بأنه تشهير بحق ولايته وقريبه السيد بتلر، ثم ضربه بشدة على رأسه في الوقت الذي كان يستعد فيه سومنر للوقوف، وضربه بعصا مشي سميكة ذات رأس ذهبي. كانت قوة الضربة شديدة لدرجة أنها أفقدت سومنر بصره بشكل مؤقت على الفور، فلم يرى المعتدي أو أي أحد معه في الغرفة.
```
وقع سومنر وعلق تحت المكتب الثقيل الذي كان مثبتا على الأرض. استمر بروكس بضرب سومنر حتى نهض الأخير إلى قدميه وفك المكتب من الأرض في محاولة للهرب.
[
10
]
 غطت دماء سومنر على عينيه، فحاول المشي في الممر وهو ماد ذراعيه، وهو يحاول عبثا أن يدافع عن نفسه، ولكن بروكس واصل ضربه. لم يتوقف بروكس عندما انكسرت عصاه، بل واصل الهجوم بالقطعة التي تحمل الرأس الذهبي، فانهار سومنر فاقداً للوعي، لكن بروكس أمسك ثيابه بيد واستمر في ضربه بالعصا باليد الأخرى.
[
11
]
[
12
]
 حاول العديد من أعضاء مجلس الشيوخ والنواب مساعدة سومنر، ولكن هنري إدموندسون سد عليهم الممر، صرخ عليهم أن يتركوا بروكس وسومنر وحدهم، 
[
13
]
 صرخ كيت عليهم بنفس الكلام، ولكنه كان يحمل عصا ومسدسا.
[
14
]
[
15
]
[
16
]
```

حاول السيناتور جون جيه كريتندن أن يتدخل، وتوسل إلى بروكس ألا يقتل سومنر. ثم توسط السناتور روبرت تومبس لصالح كريتيندين، وطلب من كيت ألا يهاجم شخصا لم يكن طرفًا في النزاع، رغم أن تومبس أشار أيضًا لاحقًا إلى أنه لم ير أي مشكلة بمهجوم بروكس على سومنر، بل أنه وافق عليه.
تمكن النائبان أمبروز موراي وإدوين مورغان أخيرًا من التدخل وتقييد بروكس، وعندها غادر الغرفة بهدوء. حصل موراي على مساعدة الرقيب دانينغ ماكنير. استعاد سومنر وعيه، وساعدوه على المشي إلى الحمام. تلقى سومنر العناية الطبية، بما في ذلك عدة غرز. عاد سومنر إلى بيته عن طريق عربة، وساعده رئيس مجلس النواب ناثانيال بانكس والسناتور هنري ويلسون، حيث تلقى المزيد من العلاج الطبي.
انقسمت عصا بروكس إلى عدة قطع، وتركها على الأرض المضرجة بالدم. الرأس الذهبي موجود الآن في متحف أولد ستيت هاوس في بوسطن، وتم تنعيم الحواف وعرضها على الملأ. صنع المشرعون الجنوبيون خواتم من القطع الأخرى من العصا، وارتدوها على سلاسل العنق لإظهار تضامنهم مع بروكس.

## ما بعد الحادثة

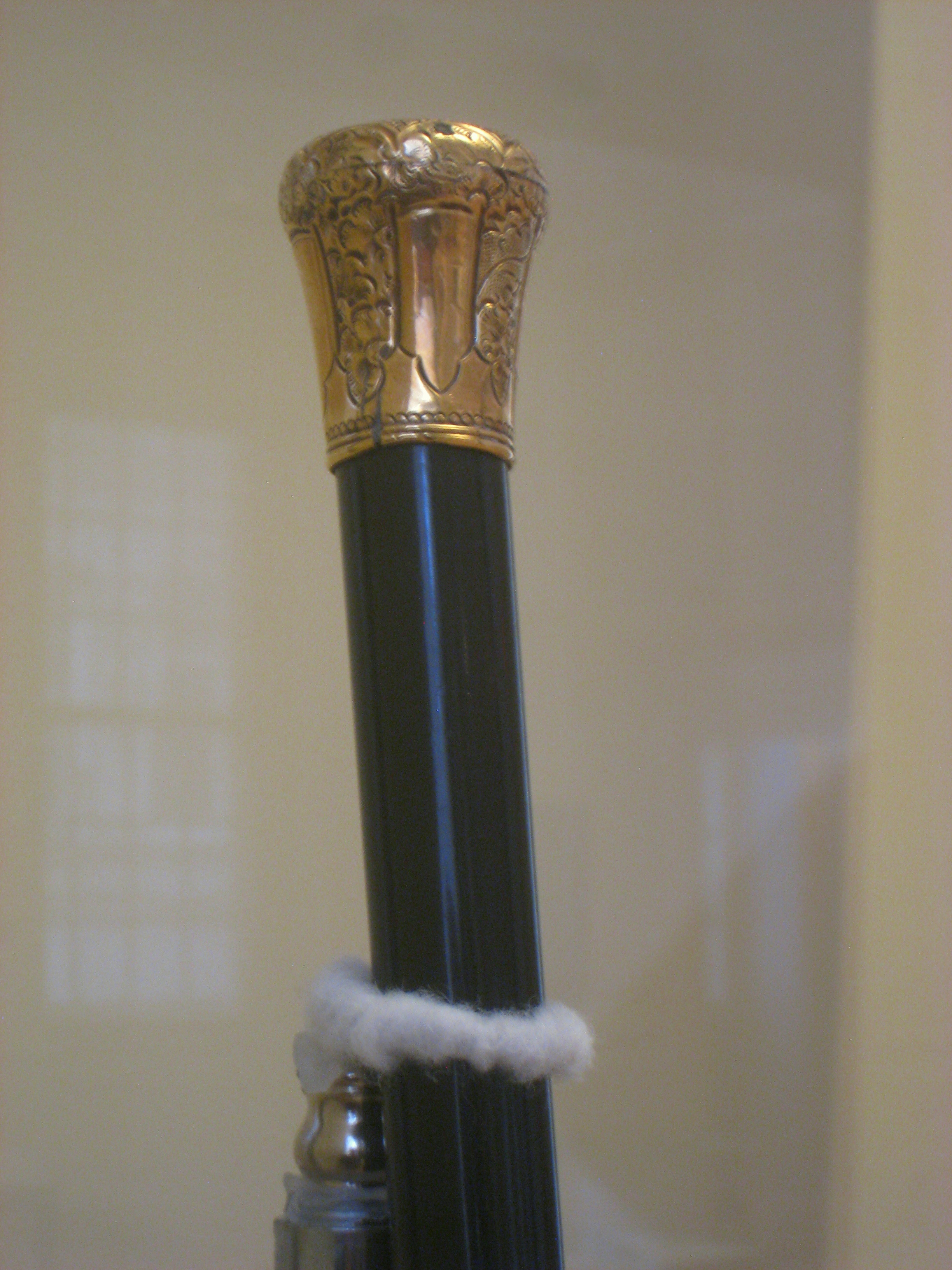
عصا المشي التي استخدمت في الهجوم معروضة في متحف أولد ستيت هاوس في بوسطن

كشفت الحادثة عن تضاد الأقطاب السياسية في أمريكا، حيث أصبح سومنر شهيدًا في الشمال وأصبح بروكس بطلاً في الجنوب. قالت جريدة سينسيناتي جازيت: «لم يعد الجنوب يتسامح مع حرية التعبير في أي مكان، وسيخنقها في واشنطن بالهراوة والسكين، لأنهم يحاولون الآن خنقها في كنساس بالمجازر والقتل». تساءل ويليام كولين برايانت من صحيفة نيويورك إيفننغ بوست: «هل وصل الأمر إلى هذا، أننا يجب أن نتحدث بصوت خافت بحضور أسيادنا الجنوبيين؟ هل يجب أن يعاقبونا كما يعاقبون عبيدهم؟» خرج الآلاف في مسيرات حاشدة لدعم سومنر في مختلف مدن الشمال، وتم توزيع أكثر من مليون نسخة من خطاب سومنر. بعد أسبوعين من الحادثة، وصف رالف والدو إيمرسون الفجوة التي تمثلها الحادثة: «لا أرى كيف يمكن أن يشكل مجتمع بربري ومجتمع متحضر دولة واحدة. أعتقد أننا يجب أن نتخلص من العبودية، أو أن نتخلص من الحرية».
على العكس من هذا، تمت الإشادة ببروكس من قبل الصحف الجنوبية. ذكرت ريتشموند انكويرير أنه يجب ضرب سومنر «كل صباح»، مشيدين بالهجوم باعتباره «جيدًا في فكرته، وأفضل في تنفيذه، وأفضل من كل ذلك في العواقب» ونددوا بـ«معارضي العبودية البذيئين في مجلس الشيوخ» والذين «ركضوا طويلا دون أطواق، ويجب ضربهم حتى يتأدبوا». أرسل الجنوبيون مئات العصي الجديدة لبروكس تأييدًا لما فعله. وكتب أحدهم عليها «اضربه مرة أخرى».
قام النائب أنسون بورلنجام بإهانة بروكس علانية ليدفع الأخير لتحديه في مبارزة، وذلك ليضع شروط المبارزة (بما أنه الطرف الذي تم تحديه) وجعل بروكس يتراجع. اختار برولنجام البنادق على الجانب الكندي من شلالات نياجرا، حيث لا تطبق قوانين المبارزة الأمريكية. سحب بروكس تحديه، زاعما أنه لا يريد تعريض نفسه للخطر بالسفر عبر الولايات الشمالية للوصول إلى شلالات نياغارا.
كما قام بروكس بتهديد السناتور هنري ويلسون، زميل سومنر من ماساتشوستس. وصف ويلسون حادثة الضرب بأنها «وحشية وجبانة»، وردا على ذلك تحداه بروكس للمبارزة. رفض ويلسون قائلاً إنه لا يستطيع المشاركة بالمبارزة سواء قانونًا أو بشخصه، ووصف المبارزات بأنها «بقايا الحضارة البربرية». سرت شائعة بأن بروكس قد يهاجم ويلسون، ولكن ويلسون للصحافة أنه سيؤدي واجبه في المجلس ولن يهتم بأي تهديد.
سخر الجنوبيون من سومنر، قائلين أنه كان يدعي الإصابة. قالوا أن عصا بروكس لم تكن ثقيلة بما يكفي لإحداث إصابات خطيرة. كما زعموا أن بروكس لم يضرب سومنر مرات كثيرة كما يزعم، ولم يصبه بقوة بشكل يهدد حياته.  أما في الواقع، فقد عانى سومنر من صدمات في الرأس سببت له ألما مزمنا لبقية حياته؛ أمضى ثلاث سنوات في النقاهة قبل أن يعود إلى مقعده في مجلس الشيوخ.
زعم بروكس أنه لم يكن ينوي قتل سومنر، وإلا لاستخدم سلاحًا مختلفًا. صرح بروكس في خطاب ألقاه أمام مجلس النواب يدافع عن أفعاله، بأنه «لم يقصد أي ازدراء لمجلس الشيوخ أو مجلس النواب». تم اعتقال بروكس بسبب الاعتداء. تمت محاكمته في محكمة مقاطعة كولومبيا، وتمت إدانته وتغريمه 300 دولار (8,370 دولار بحساب التضخم لعام 2019)، لكنه لم يتلق أي عقوبة بالسجن. تم تقديم طلب من مجلس النواب لطرد بروكس ولم ينجح، لكنه استقال في 15 يوليو من أجل السماح للناخبين بالحكم عليه عن طريق انتخابات خاصة. نجح بروكس وسرعان ما عاد إلى منصبه في 1 أغسطس،  ثم أعيد انتخابه لفترة جديدة في عام 1856،  لكنه توفي بداء الخناق قبل أن يبدأ الفترة الجديدة.
كيت، الذي سهل هجوم بروكس، تم شجبه من قبل مجلس النواب. استقال احتجاجًا على ذلك، لكن ناخبيه أعادوا انتخابه إلى مقعده بأغلبية ساحقة في غضون شهر. في عام 1858، حاول خنق النائب غالوشا غرو، وهو جمهوري من ولاية بنسلفانيا، لأنه وصفه بأنه «قائد الزنوج» خلال مشادة في مجلس النواب.
ساهمت الحادثة (بين عدة قضايا أخرى) في تحقيق مكاسب للحزب الجمهوري الجديد في انتخابات عام 1856. انتصر الديمقراطيون في الانتخابات وزادوا أغلبيتهم في مجلس النواب لأنهم اكتسبوا ميزة دستورية بنسبة الثلاثة أخماس (حساب العبيد لأغراض تقسيم الدوائر الانتخابية)، ولكن الجمهوريون حققوا مكاسب كبيرة في انتخابات المجالس التشريعية للولايات، ما مكنهم من تحقيق مكاسب في انتخابات مجلس الشيوخ، لأن أعضاء مجلس الشيوخ تم اختيارهم من قبل المجالس التشريعية في الولايات. ساعدت هذه القضايا الجمهوريين على التوحد والتماسك كحزب، مما مهد الطريق لانتصارهم في الانتخابات الرئاسية عام 1860. 

## وصلات خارجية
- The Caning of Senator Charles Sumner (U.S. Senate website)
- C-SPAN Q&A interview with Stephen Puleo about his book The Caning: The Assault that Drove America to Civil War, June 21, 2015